# Nuoto ai Giochi della XXIII Olimpiade - 100 metri farfalla femminili
La gara di nuoto dei 100 metri farfalla femminili dei Giochi della XXIII Olimpiade di Los Angeles fu disputata il 2 agosto 1984 presso il McDonald's Olympic Swim Stadium.
Hanno partecipato alle batterie di qualificazione 36 atlete: le prime 8 si sono qualificate per la finale A, mentre le successive 8 invece si sono qualificate per la finale B.

## Record
Prima di questa competizione, il record del mondo (WR) e il record olimpico (OR) erano i seguenti.
|  | 57"93   | Mary T. Meagher Stati Uniti | 16 agosto 1981 Brown Deer, Stati Uniti d'America |
|  | 1'00"13 | Kornelia Ender Germania Est | 22 luglio 1976 Montreal, Canada                  |

Durante l'evento sono stati migliorati i seguenti record:
| Data     | Evento   | Atleta          | Nazione     | Tempo | Record |
| -------- | -------- | --------------- | ----------- | ----- | ------ |
| 2 agosto | Batteria | Mary T. Meagher | Stati Uniti | 59"05 |        |

## Risultati

### Batterie di qualificazione
| Pos | Batteria | Corsia | Atleta                 | Nazione                 | Tempo   | Note |
| --- | -------- | ------ | ---------------------- | ----------------------- | ------- | ---- |
| 1   | 4        | 4      | Mary T. Meagher        | Stati Uniti             | 59"05   | QA,  |
| 2   | 5        | 4      | Jenna Johnson          | Stati Uniti             | 59"99   | QA   |
| 3   | 5        | 5      | Annemarie Verstappen   | Paesi Bassi             | 1'01"50 | QA   |
| 4   | 3        | 5      | Michelle MacPherson    | Canada                  | 1'01"57 | QA   |
| 5   | 4        | 5      | Janet Tibbits          | Australia               | 1'01"97 | QA   |
| 6   | 2        | 5      | Conny van Bentum       | Paesi Bassi             | 1'02"01 | QA   |
| 7   | 2        | 4      | Karin Seick            | Germania Ovest          | 1'02"21 | QA   |
| 8   | 3        | 6      | Ina Beyermann          | Germania Ovest          | 1'02"36 | QA   |
| 9   | 1        | 4      | Lisa Curry-Kenny       | Australia               | 1'02"47 | qB   |
| 10  | 1        | 5      | Kiyomi Takahashi       | Giappone                | 1'02"79 | qB   |
| 11  | 2        | 3      | Agneta Eriksson        | Svezia                  | 1'02"97 | qB   |
| 12  | 4        | 3      | Nicola Fibbens         | Regno Unito             | 1'02"98 | qB   |
| 13  | 5        | 3      | Ann Osgerby            | Regno Unito             | 1'03"09 | qB   |
| 14  | 1        | 3      | Anna Doig              | Nuova Zelanda           | 1'03"15 | qB   |
| 15  | 4        | 6      | Sonja Hausladen        | Austria                 | 1'03"20 | qB   |
| 16  | 3        | 4      | Takemi Ise             | Giappone                | 1'03"37 | qB   |
| 17  | 1        | 6      | Agneta Mårtensson      | Svezia                  | 1'03"84 |      |
| 17  | 3        | 3      | Marie Moore            | Canada                  | 1'03"84 |      |
| 19  | 3        | 2      | Roberta Lanzarotti     | Italia                  | 1'03"88 |      |
| 20  | 4        | 2      | Li Jinlan              | Cina                    | 1'03"97 |      |
| 21  | 5        | 6      | Carole Brook           | Svizzera                | 1'03"99 |      |
| 22  | 2        | 6      | Shelley Cramer         | Isole Vergini Americane | 1'04"43 |      |
| 23  | 2        | 2      | Brigitte Wanderer      | Austria                 | 1'05"22 |      |
| 24  | 5        | 2      | Cristina Quintarelli   | Italia                  | 1'05"35 |      |
| 25  | 3        | 7      | Faten Ghattas          | Tunisia                 | 1'05"91 |      |
| 26  | 4        | 7      | Karin Brandes          | Perù                    | 1'05"96 |      |
| 27  | 2        | 7      | Julie Parkes           | Irlanda                 | 1'06"20 |      |
| 28  | 5        | 1      | María Urbina           | Messico                 | 1'06"65 |      |
| 29  | 5        | 7      | Jodie Lawaetz          | Isole Vergini Americane | 1'06"82 |      |
| 30  | 4        | 1      | Blanca Morales         | Guatemala               | 1'06"99 |      |
| 31  | 1        | 7      | Kathy Wong             | Hong Kong               | 1'07"25 |      |
| 32  | 3        | 1      | Nevine Hafez           | Egitto                  | 1'10"45 |      |
| 33  | 2        | 1      | Karen Slowing-Aceituno | Guatemala               | 1'10"68 |      |
| 34  | 1        | 1      | Sharon Pickering       | Figi                    | 1'11"49 |      |
| 35  | 5        | 8      | Daniela Galassi        | San Marino              | 1'06"82 |      |
|     | 1        | 2      | Hadar Rubinstein       | Israele                 | dns     |      |

### Finale B
| Pos | Corsia | Atleta           | Nazione       | Tempo   | Note |
| --- | ------ | ---------------- | ------------- | ------- | ---- |
| 9   | 4      | Lisa Curry-Kenny | Australia     | 1'01"25 |      |
| 10  | 6      | Nicola Fibbens   | Regno Unito   | 1'01"48 |      |
| 11  | 5      | Kiyomi Takahashi | Giappone      | 1'02"55 |      |
| 12  | 3      | Agneta Eriksson  | Svezia        | 1'02"64 |      |
| 13  | 2      | Ann Osgerby      | Regno Unito   | 1'02"98 |      |
| 14  | 8      | Takemi Ise       | Giappone      | 1'03"33 |      |
| 15  | 1      | Sonja Hausladen  | Austria       | 1'03"37 |      |
| 16  | 7      | Anna Doig        | Nuova Zelanda | 1'03"65 |      |

### Finale A
| Pos     | Corsia | Atleta               | Nazione        | Tempo   | Note |
| ------- | ------ | -------------------- | -------------- | ------- | ---- |
| Oro     | 4      | Mary T. Meagher      | Stati Uniti    | 59"26   |      |
| Argento | 5      | Jenna Johnson        | Stati Uniti    | 1'00"19 |      |
| Bronzo  | 1      | Karin Seick          | Germania Ovest | 1'01"36 |      |
| 4       | 3      | Annemarie Verstappen | Paesi Bassi    | 1'01"56 |      |
| 5       | 6      | Michelle MacPherson  | Canada         | 1'01"58 |      |
| 6       | 2      | Janet Tibbits        | Australia      | 1'01"78 |      |
| 7       | 7      | Conny van Bentum     | Paesi Bassi    | 1'01"94 |      |
| 8       | 8      | Ina Beyermann        | Germania Ovest | 1'02"11 |      |